# 風森章羽
風森 章羽（かざもり しょう、3月7日 -）は、日本の小説家・推理作家。東京都調布市生まれ。2013年、「渦巻く回廊の鎮魂曲 霊媒探偵アーネスト」で第49回メフィスト賞を受賞する。2014年、同作が講談社ノベルスより刊行され、小説家デビュー。
初めて小説を書いたのは、中学1年の頃という。綾辻行人の「館シリーズ」などを愛読している。

## 作品リスト

### 霊媒探偵アーネストシリーズ
- 渦巻く回廊の鎮魂曲 霊媒探偵アーネスト（2014年5月 講談社ノベルス / 2016年8月 講談社文庫）
- 清らかな煉獄 霊媒探偵アーネスト（2014年11月 講談社ノベルス / 2016年12月 講談社文庫）
- 雪に眠る魔女 霊媒探偵アーネスト（2015年5月 講談社ノベルス）
- 水の杜の人魚 霊媒探偵アーネスト (2016年7月 講談社タイガ)
- 夜の瞳 霊媒探偵アーネスト (2017年3月 講談社タイガ)
- 奇跡の還る場所 霊媒探偵アーネスト (2017年9月 講談社タイガ)

### ノベライズ
- ハンドレッドノート－名探偵 恵美まどかの事件簿－（2024年9月 講談社）
- ハンドレッドノート－スワロウテイルの事件簿－（2025年6月 講談社）

### その他
- 私たちは空になれない（2021年11月 講談社）
- 獏の掃除屋（2023年2月 講談社）

### アンソロジー
「」内が風森章羽の作品 
- 新しい法律ができた（2025年5月 講談社）「コロシヤとユキオンナ」